# Dorothy Kate Hughes
Dorothy Kate Hughes de Popenoe (1899-1932) fue una botánica y arqueóloga inglesa.

## Biografía
Era aborigen de Ashford, Middlesex. Asistió a la escuela de niñas de Gales en Ashford hasta el comienzo de la Primera Guerra Mundial, cuando se unió a ejército de tierra. Después de sufrir una lesión en Anglesea, que requirió una operación, se vio obligada a permanecer inactiva durante el resto de la guerra. En 1918 comenzó a trabajar en los jardines de Kew como estudiante-asistente al Dr. Otto Knapf. Durante varios años trabajó en el herbario de pastos africanos, que describe una serie de nuevas especies en el Boletín de Kew , y estudió en su tiempo libre en la Universidad de Londres. En 1923 fue invitada por Mary Agnes Chase para unirse al personal del Herbario Nacional de Estados Unidos. Allí se llevó a cabo estudios taxonómicos de bambúes cultivados y se reunió con el explorador agrícola Wilson Popenoe, con quien se casó unos meses más tarde. Tuvieron cinco hijos en unos años. En 1925 su marido renunció a servicio del gobierno y aceptó un trabajo con la United Fruit Company como director de experimentos agrícolas tropicales. Escogió un sitio para la nueva Estación Experimental Agrícola de Lancetilla cerca de Tela, en la costa atlántica de Honduras, y trajo a su familia a su nuevo hogar. Trabajadores al limpiar la tierra para desarrollar el sitio de nuevos cultivos descubrieron numerosos artefactos mayas, que los Popenoes describieron y publicaron en un ensayo ilustrado con dibujos de Dorothy Popenoe, quien desarrolló un gran interés en la arqueología de América Central. 
Dorothy Popenoe, realizó excavaciones en Playa de los Muertos (Honduras), en la rivera del Río Ulua, uno de los sitios arqueológicos más importantes de Honduras tanto por la presencia de restos humanos entre los cuales se encontró la evidencia de implantes dentales más antigua del mundo, así como importante cerámica que describe características especiales de la civilización que habitó dicha zona. 
En 1927, se asigna a la ciudad fortaleza maya de Tenampua con su ayudante ecuatoriano Jorge Benítez. Ella describió sus hallazgos en un informe académico que fue publicado por el gobierno de Honduras y más tarde fue reproducida en Inglés por la Institución Smithsonian en 1936.
- La abreviatura «Hughes» se emplea para indicar a Dorothy Kate Hughes como autoridad en la descripción y clasificación científica de los vegetales.[4]